# Jean-Baptiste Pitra

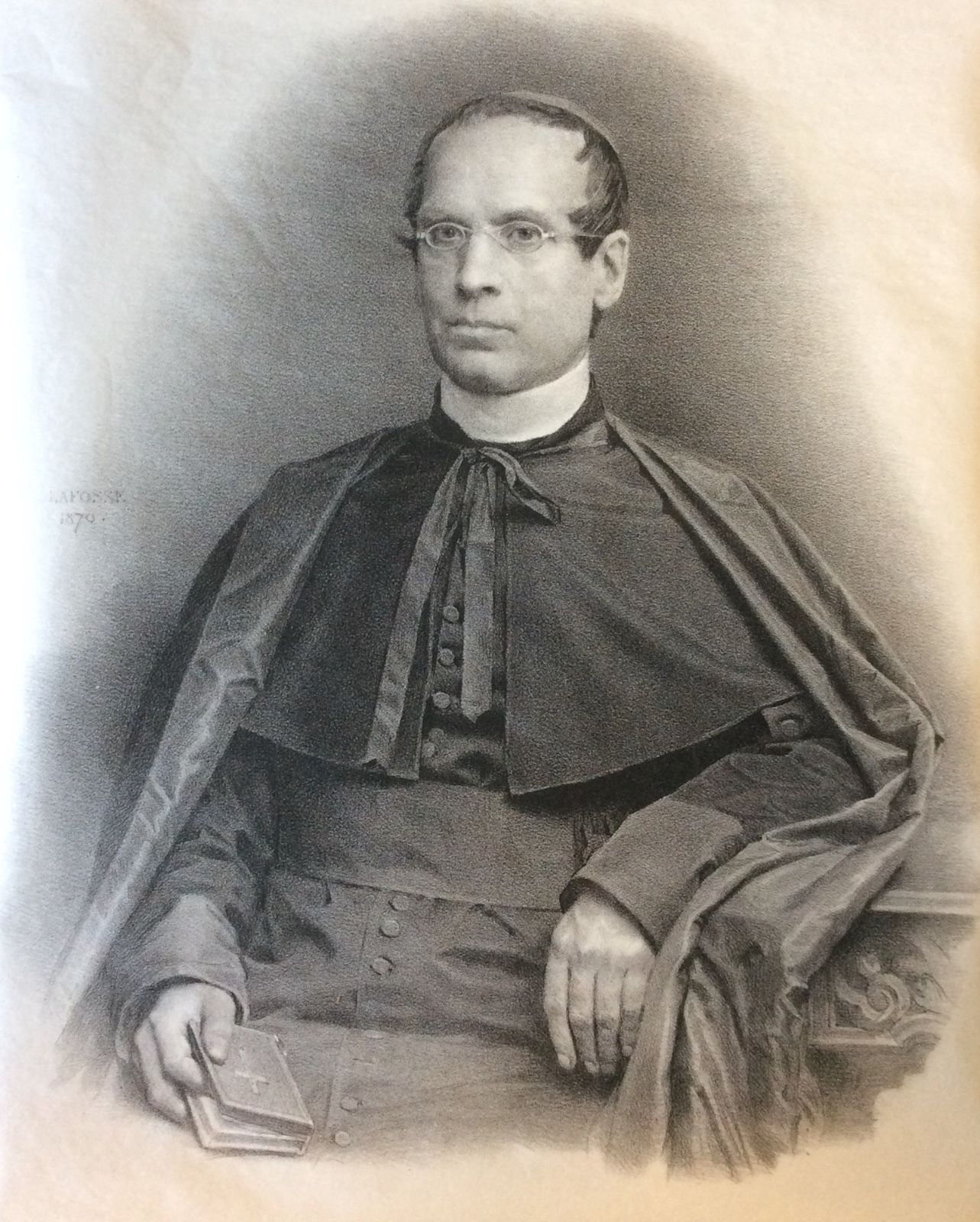
Jean-Baptiste Kardinal Pitra (1871)

Jean-Baptiste-François Pitra OSB (* 1. August 1812 in Champforgeuil bei Autun; † 9. Februar 1889 in Rom) war ein Kardinal der Römischen Kirche.

## Leben und Wirken
Jean-Baptiste Pitra wurde in Champforgeuil geboren. 1836 empfing er die Priesterweihe, von 1835 bis 1840 unterrichtete er am Priesterseminar von Autun. Im Jahre 1842 trat er in die Benediktinerabtei von Solesmes ein.
Pitra war ein herausragender Patristiker, vor allem aber Kenner des östlichen Kirchenrechts und der orthodoxen Liturgie. Er war zugleich Hauptmitarbeiter von Jacques Paul Migne bei der Ausarbeitung von dessen Serie patrologischer Schriften. In Rom wurde er Berater der Propagandakongregation für Fragen der orientalischen Kirchen. Wichtig sind seine Entdeckungen, unter anderem die der Inschrift von Autun, ebenso seine archäologischen und patristischen Schriften.
Papst Pius IX. erhob Pitra am 16. März 1863 zum Kardinalpriester und wies ihm am 19. März desselben Jahres die Titelkirche San Tommaso in Parione zu. 1867 wechselte er zur Titelkirche San Callisto. 1869 wurde Pitra Kardinalbibliothekar der Römischen Kirche. 1879 wurde er zum Kardinalbischof von Frascati (Tusculum) erhoben. Die Bischofsweihe spendete ihm Papst Leo XIII. am 1. Juni 1879 persönlich; Mitkonsekratoren waren der Kurienerzbischof Alessandro Sanminiatelli-Zabarella und Francesco Marinelli, Päpstlicher Sakristan. 1883 berief ihn der Papst in die Kardinalskommission für die Historischen Studien. Pitra wechselte am 24. März 1884 zum suburbikarischen Bistum Porto und wurde Kardinalsubdekan.
Jean-Baptiste Pitra starb im Konvent von San Callisto in Rom und wurde auf dem Friedhof Campo Verano beigesetzt.

## Veröffentlichungen (Auswahl)

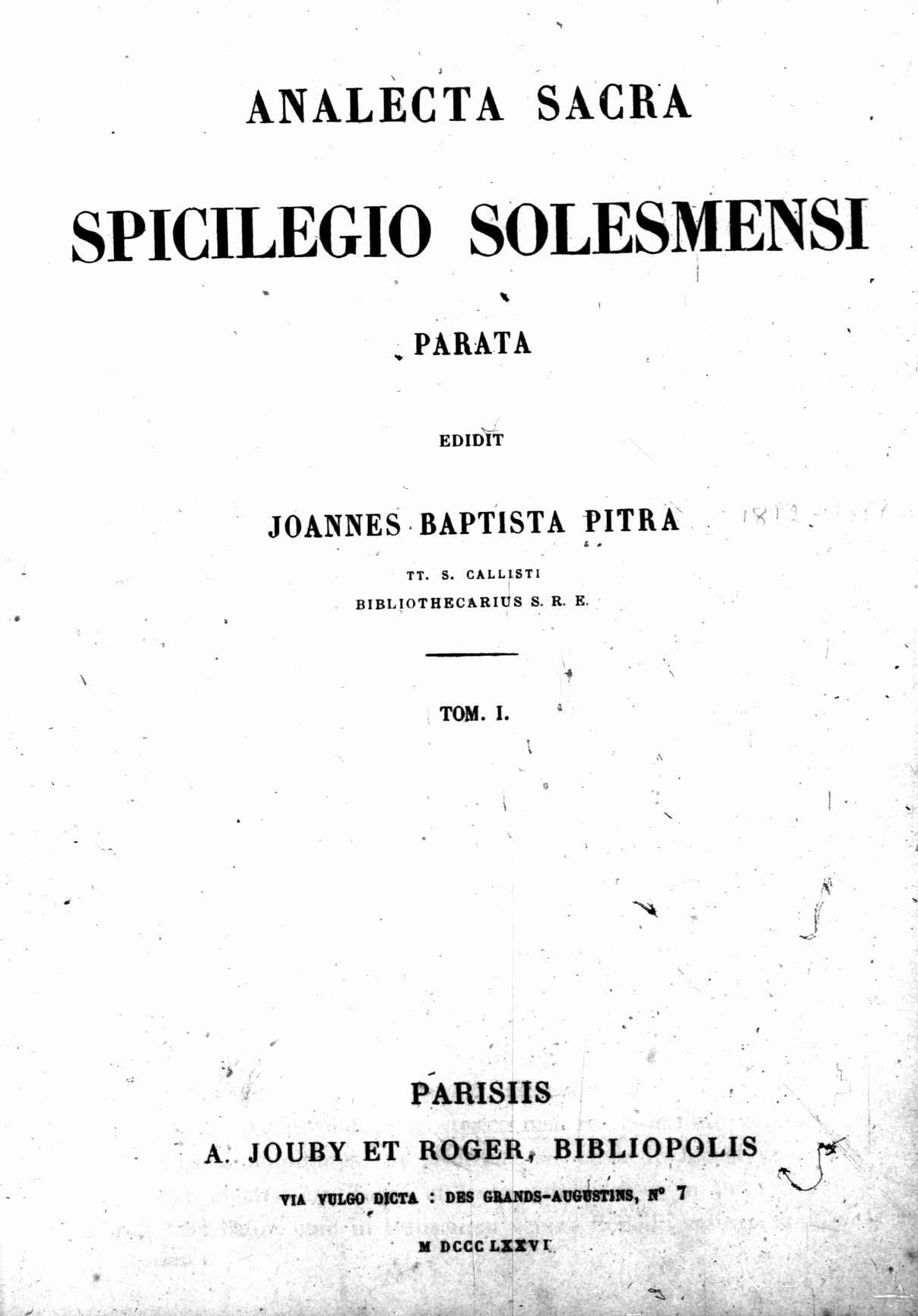
Analecta sacra spicilegio solesmensi parata, 1876

- Histoire de St. Léger. Paris 1846.
- La Hollande catholique. Paris 1850.
- Spicilegium Solesmense. Paris 1852–1858 (4 Bde.)
- Iuris ecclesiastici Graecorum historia et monumenta. Rom 1864–1868 (2 Bde.)
- Analecta sacra spicilegio solesmensi parata. Paris 1876–1891 (8 Bde.; Bd. 6 unveröffentlicht)
  - Analecta sacra spicilegio solesmensi parata. Band 1. Paris 1876 (Latein, beic.it).
  - Analecta sacra spicilegio solesmensi parata. Band 2. Paris 1884 (Latein, beic.it).
  - Analecta sacra spicilegio solesmensi parata. Band 4. Paris 1883 (Latein, beic.it).